# Futbol'nyj Klub Dinamo Machačkala
La Dinamo Machačkala, ufficialmente Futbol'nyj Klub Dinamo Machačkala (in russo Футбольный клуб Динамо Махачкала?; translitterazione anglosassone: Dynamo Makhachkala), è una società di calcio russa di Machačkala. Milita in Prem'er-Liga, la massima divisione del campionato russo di calcio.

## Storia
Fondata nel 1946, fu rinominata Temp nel 1958, anno in cui fece la sua prima apparizione nei campionati nazionali sovietici, partendo dalla Klass B, nome con cui era identificata all'epoca la seconda serie del campionato sovietico di calcio. Tornata al nome di Dinamo, nel 1963 con la riforma dei campionati rimase in Klass B che nel frattempo era però divenuta la terza serie. nel 1967, però, vinse sia il girone 4 che le finali nazionali di categoria, tornando in seconda serie. La permanenza in questa categoria (all'epoca nota come Vtoraja Gruppa A) fu però breve: al termine della stagione 1969 i campionati furono nuovamente riformati e la Vtoraja Gruppa A divenne la terza serie.
Rimase nella terza serie sovietica (nel frattempo nota come Vtoraja Liga) fino al 1989: il miglior risultato fu la vittoria del girone 3 nel 1975, cui però non seguì la promozione in seconda serie a causa del sesto posto nel girone finale. Alla fine del 1989 fu retrocesso nella neonata Vtoraja Nizšaja Liga (quarta serie del campionato).
Con la scomparsa dell'Unione Sovietica, ripartì dalle serie dilettantesche, ma già nel 1993 partecipò alla Vtoraja Liga, terza serie del campionato. L'anno seguente, però, finì nella Tret'ja Liga, dove rimase fino al 1997 (cambiando per un breve periodo nome in Dinamo-Imamat) quando la riorganizzazione dei campionati portò alla scomparsa di tale categoria: la squadra fu perciò ammessa alla terza serie.
Nel 2003 vinse il Girone sud di Vtoroj divizion, arrivando per la prima volta alla seconda serie russa: in tale categoria il suo migliore risultato fu il sesto posto nel 2005. L'anno successivo raggiunse il suo miglior risultato in Coppa, arrivando agli ottavi di finale; fu però estromesso dalla coppa e dal campionato per debiti, ripartendo dai campionati dilettanti.

## Allenatori
- Michail Michin (luglio 1958-1959)
- Michail Korobko (1959-1962)
- Aleksandr Sokolov (1963-1964)
- Georgij Žarkov (1965-1966)
- Ivan Zolotuchin (1967-1969)
- Valerij Urin (1970)
- Nikolaj Rasskazov (1971)
- Viktor Ivanuškin (1972)
- Vasil Kublickij (1973-1974)
- Vladimir Šuvalov (1975-1977)
- Evgenij Gorjanskij (1978)
- Ivan Zolotuchin (1979)
- Boris Kajušnikov (1981-1982)
- Aleksandr Markarov (1984)
- Jurij Sevidov (1985)
- Vladimir Kesarev (1986)
- Vladislav Michajlovskij (1986)
- Machač Kerimov (1988)
- Viktor Lukašenko (1989)
- Aleksandr Pešetnjak (1990-1991)
- Kamač Kabaev (1993-1994)
- Igor' Korolёv (1995-1996)
- Kasim Akčurin (1997)
- Magomed Isaev (1998-2000)
- Ajdyn Salmanov (2001)
- Leonid Nazarenko (2002; 12 settembre 2006-2007)
- Revaz Dzodzuashvili (12 agosto-14 dicembre 2004)
- Gennadij Gridin (2005-21 giugno 2006)
- Valerij Zazdravnych (22 giugno-11 settembre 2006)
- Jach'ja Adbulaev (2013-2014)

## Organico

### Rosa 2024-2025
Aggiornata al 8 febbraio 2025.
| N. |                           | Ruolo | Calciatore                  |
| -- | ------------------------- | ----- | --------------------------- |
| 4  | Russia (bandiera)         | D     | Idar Shumakhov              |
| 5  | Georgia (bandiera)        | D     | Jemal Tabidze               |
| 6  | Colombia (bandiera)       | D     | Francisco Campo             |
| 7  | Russia (bandiera)         | C     | Abakar Gadzhiev             |
| 8  | Costa d'Avorio (bandiera) | C     | Victorien Angban            |
| 9  | Russia (bandiera)         | C     | Razhab Magomedov            |
| 10 | Iran (bandiera)           | C     | Mohammad Javad Hosseinnejad |
| 11 | Angola (bandiera)         | C     | Egas Cacintura              |
| 13 | Russia (bandiera)         | D     | Soslan Kagermazov           |
| 16 | Algeria (bandiera)        | C     | Houssem Mrezigue            |
| 19 | Bielorussia (bandiera)    | C     | Kiryl Zinovič               |
| 22 | Russia (bandiera)         | C     | Zalimkhan Yusupov           |
| 25 | Russia (bandiera)         | A     | Gamid Agalarov              |

| N. |                   | Ruolo | Calciatore           |
| -- | ----------------- | ----- | -------------------- |
| 27 | Russia (bandiera) | P     | David Volk           |
| 28 | Russia (bandiera) | A     | Serder Serderov      |
| 39 | Russia (bandiera) | P     | Timur Magomedov      |
| 47 | Russia (bandiera) | C     | Nikita Glushkov      |
| 54 | Russia (bandiera) | D     | Ilya Kirsh           |
| 70 | Russia (bandiera) | D     | Valentin Paltsev     |
| 71 | Russia (bandiera) | D     | Jan Dapo             |
| 72 | Russia (bandiera) | D     | Aleksandr Sandrachuk |
| 77 | Russia (bandiera) | D     | Temirkan Sundukov    |
| 82 | Russia (bandiera) | D     | Nikita Kotin         |
| 99 | Russia (bandiera) | D     | Mutalip Alibekov     |
|    | Russia (bandiera) | C     | Kirill Pomeshkin     |

## Palmarès

### Competizioni nazionali
- Vtoraja Liga sovietica: 2

1967 (Girone 4), 1975 (Girone 3)
- Vtoroj divizion russa: 1

2003 (Girone Sud)
- Vtoraja liga Rossii: 1

2021-2022